# Ceradenia margaritata
Ceradenia margaritata är en stensöteväxtart som först beskrevs av Alan Reid Smith, och fick sitt nu gällande namn av Luther Earl Bishop. Ceradenia margaritata ingår i släktet Ceradenia och familjen Polypodiaceae. Inga underarter finns listade.